# 再会 (五十嵐浩晃の曲)
「再会」（さいかい）は、1989年1月21日にリリースされた五十嵐浩晃の12枚目のシングルである。品番：AY07-105 （EP）/ BY10-15（8cmCD）

## 解説
2曲ともに、1988年に発売されたアルバム『DISTANCE』からのリカットである。
「再会」は、五十嵐自身の実話がを元になっており、五十嵐曰く元彼女が、新しい恋人と腕を組んで僕のいる店にやって来た時の心情を松本隆が作詞し、ホテルのレストランで打ち合わせをしている時に出来上がった楽曲である。

## 収録曲
- 全作曲：五十嵐浩晃

1. 再会
  - 作詞：松本隆／編曲：鈴木茂
2. MUSIC
  - 作詞：小林和子／編曲：西本明